# 德拉加娜·斯坦科维奇
德拉加娜·斯坦科维奇（1995年1月18日—）生于柳博维亚，是一名塞尔维亚女子篮球运动员，场上位置是中锋。她在波黑比耶利納开始练习篮球，2010年加入位于塞尔维亚诺维萨德的俱乐部，成为职业选手。之后她于2012年和2013年两度代表塞尔维亚队参加欧洲U18锦标赛，均获得铜牌。